# Eriachne major
Eriachne major är en gräsart som först beskrevs av Alfred James Ewart och O.B.Davies, och fick sitt nu gällande namn av Michael Lazarides. Eriachne major ingår i släktet Eriachne och familjen gräs. Inga underarter finns listade i Catalogue of Life.